# Жоселен Беіратче
Жоселен Беіратче (фр. Jocelin Behiratche; нар. 8 травня 2000, Ямусукро, Кот-д'Івуар) — івуарійський футболіст, центральний захисник «Олександрії».

## Життєпис
Вихованець італійської академії «Джиорджионе», де займався з 2014 року. 2020 року на правах оренди виступав за «Віртус Верона». Два з половиною сезони відіграв у Еччелленці Венеція 
Професіональну кар'єру розпочав в Албанії, де 2020 року підписав контракт із «Тираною». У вище вказаному клубі залишався на два з половиною сезони, загалом відзначився 3-ма голами у 73-х зіграних матчах чемпіонату, а також став володарем Суперкубку Албанії.
10 липня 2023 року його контракт викупив албанський клуб «Динамо Сіті», де провів один сезон.
10 червня 2024 року «Шериф» оголосив про підписання контракту з Жоселеном. 20 червня 2025 року тираспольський клуб оголосив про відхід івуарійця.
7 липня 2025 року підписав контракт із «Олександрією» терміном до 2027 року з можливістю продовження. У футболці «городян» дебютував 24 липня 2025 року в програному першому поєдинку другого раунду Ліги конференцій УЄФА проти сербського «Партизана». Жоселен вийшов на поле в стартовому складі та відіграв увесь матч. У матчі-відповіді також вийшов на поле, але вже на 11-й хвилині отримав пряму червону картку. У першому турі Прем'єр-ліги України не зіграв через проблеми з оформленням документів. У вищому дивізіону чемпіонату України дебютував 10 серпня 2025 року в програному (0:1) виїзному поєдинку 2-го туру проти київської «Оболоні». Жоселен вийшов на поле в стартовому складі, а на 85-й хвилині його замінив Микола Огарков.

## Статистика виступів

### Клубна
Станом на 22 грудня 2023 року.
| Сезон               | Команда             | Чемпіонат           | Чемпіонат | Чемпіонат | Нац. кубок | Нац. кубок | Нац. кубок | Конт. кубок | Конт. кубок | Конт. кубок | Інші кубки | Інші кубки | Інші кубки | Загалом | Загалом |
| Сезон               | Команда             | Змаг.               | Матчі     | Голи      | Змаг.      | Матчі      | Голи       | Змаг.       | Матчі       | Голи        | Змаг.      | Матчі      | Голи       | Матчі   | Голи    |
| ------------------- | ------------------- | ------------------- | --------- | --------- | ---------- | ---------- | ---------- | ----------- | ----------- | ----------- | ---------- | ---------- | ---------- | ------- | ------- |
| січ.-лип. 2021      | «Тирана»            | КС                  | 16        | 1         | КА         | 0          | 0          | -           | -           | -           | -          | -          | -          | 16      | 1       |
| 2021-2022           | «Тирана»            | КС                  | 29        | 1         | КА         | 4          | 0          | -           | -           | -           | -          | -          | -          | 33      | 1       |
| 2022-2023           | «Тирана»            | КС                  | 28        | 1         | КА         | 6          | 0          | ЛЧУ+ЛКУ     | 2+2         | 0           | СА         | 1          | 0          | 39      | 1       |
| Загалом за «Тирану» | Загалом за «Тирану» | Загалом за «Тирану» | 73        | 3         |            | 10         | 0          |             | 4           | 0           |            | 1          | 0          | 88      | 3       |
| 2023-2024           | «Динамо Сіті»       | КС                  | 17        | 0         | КА         | 2          | 0          | -           | -           | -           | -          | -          | -          | 19      | 0       |
| Усього за кар'єру   | Усього за кар'єру   | Усього за кар'єру   | 90        | 3         |            | 12         | 0          |             | 4           | 0           |            | 1          | 0          | 107     | 3       |

## Досягнення

### Клубні
«Тирана»
- Суперліга Албанії
  -  Чемпіон (1): 2021/22
  -  Срібний призер (1): 2022/23

- Кубок Албанії
  -  Фіналіст (1): 2022/23

- Суперкубок Албанії
  -  Володар (1): 2022

«Шериф»
- Кубок Молдови
  -  Володар (1): 2024/25